# Hiroshi Miyazawa
Hiroshi Miyazawa (Hokkaido, 22 november 1970) is een voormalig Japans voetballer.

## Carrière
Hiroshi Miyazawa speelde tussen 1993 en 2003 voor JEF United Ichihara, Bellmare Hiratsuka, Sanfrecce Hiroshima, Canberra Cosmos en Football Kingz.